# U9 (Berlijn)
De U9 is de jongste lijn van de metro van Berlijn. De metrolijn verbindt de Osloer Straße in het noordelijke stadsdeel Gesundbrunnen via Wedding, Moabit, station Zoologischer Garten, de Kurfürstendamm en Wilmersdorf met het raadhuis van Steglitz (→ kaart). De geheel ondergronds gelegen U9 telt 18 stations en heeft een lengte van 12,5 kilometer; de reistijd over de gehele lijn bedraagt 23 minuten. Op kaarten wordt de grootprofiellijn aangeduid met de kleur oranje.
De U9 werd geopend in 1961, het jaar waarin de Berlijnse Muur werd gebouwd, en is in zekere zin ook een product van de deling van de Duitse hoofdstad. De lijn ontwijkt, net als de U7, het in het oosten gelegen historische centrum en creëerde een rechtstreekse verbinding van de noordelijke stadsdelen met het nieuwe centrum van West-Berlijn rond de Kurfürstendamm. De afhankelijkheid van de deels over Oost-Berlijns grondgebied verlopende en daardoor kwetsbare U6 werd hierdoor verkleind.

## Geschiedenis

### Een nieuwe lijn in West-Berlijn
Na de deling van Berlijn na de Tweede Wereldoorlog was vervoer tussen de oostelijke en de westelijke sectoren aanvankelijk nog redelijk ongestoord mogelijk, maar desondanks richtten de West-Berlijnse autoriteiten het stadsvervoernet zo in dat belangrijke lijnen het oosten ontweken. Wat betreft bus- en tramlijnen was dit relatief eenvoudig te realiseren, maar voor een herstructurering van het metronet waren grote investeringen in nieuwe infrastructuur nodig. In 1955 presenteerde de West-Berlijnse regering hiertoe het zogenaamde 200-Kilometer-Plan, waarin talrijke uitbreidingsplannen voor de Berlijnse metro waren vastgelegd. Naast verlengingen van bestaande lijnen waren twee nieuwe metrolijnen opgenomen, waarvan lijn G (de huidige U9) als enige geheel uit nieuwbouw zou bestaan – de andere nieuwe lijn H (U7) zou deels gebruikmaken van een bestaande tak van lijn C. Beide lijnen zouden geheel over West-Berlijns grondgebied verlopen.
Het na de oorlog ontstane West-Berlijnse centrum rond station Zoo en de Kurfürstendamm was op dat moment al redelijk bedeeld met metrolijnen, maar verbindingen met het noorden en het zuiden van de stad ontbraken. De nieuwe lijn G, de derde noord-zuidlijn van het metronet, zou dit knelpunt oplossen en de dichtbevolkte woongebieden in het noorden van West-Berlijn een snelle ontsluiting opleveren. Bovendien zou de reeds bestaande lijn C (U6 (Berlijn)) in het noorden van de stad op deze manier met het West-Berlijnse net verbonden worden zonder omweg via Oost-Berlijn.

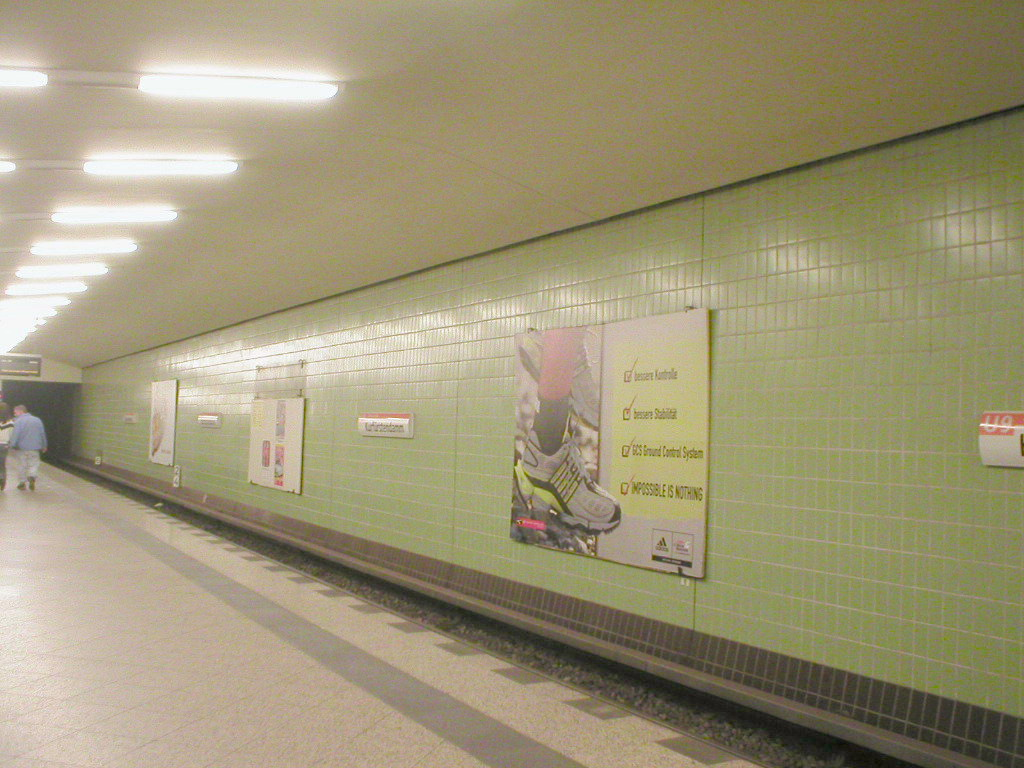
Station Kurfürstendamm, een nieuwe overstap op de U1

Als eerste fase van lijn G zou het traject tussen de stations Leopoldplatz in Wedding en de Wilmersdorfse Spichernstraße aangelegd worden. Op 23 juni 1955 ging de eerste spade in de grond in de Tiergarten. Als openingsjaar was 1961 voorzien, maar het traject door de Tiergarten zou reeds in 1957 voltooid moeten zijn, om op de in dat jaar georganiseerde bouwtentoonstelling Interbau een impressie van de nieuwe metrolijn te kunnen geven. Vervolgens concentreerden de werkzaamheden zich op de aansluitende tunnels naar het noorden en het zuiden.
De bouw van de nieuwe lijn bracht enkele grote technische en logistieke opgaven met zich mee. Zo moesten drie waterwegen (het Scheepvaartkanaal Berlijn-Spandau, de Spree en het Landwehrkanaal) en twee spoorlijnen (S-Bahnring en Stadtbahn) gekruist worden en moesten bij de kruising van vier bestaande metrolijnen uiteraard nieuwe overstapstations gebouwd worden. Aan het eindpunt Leopoldplatz reden de treinen van lijn C vanaf 1960 door zonder te stoppen, terwijl het station werd omgebouwd. Bij de kruising met de lijnen AII (nu U3) en BII (nu U1 moesten zelfs compleet nieuwe overstapstations gebouwd worden, omdat zich op deze plaatsen nog geen station bevond. De tak naar Uhlandstraße van lijn BII werd daarom in 1957 gesloten om de invoeging van het nieuwe station Kurfürstendamm mogelijk te maken. Op lijn AII werd het enkele honderden meters van de kruising met lijn G gelegen station Nürnberger Platz gesloten en vervangen door een nieuw station Spichernstraße, dat op 2 juni 1959 zijn deuren opende.
Toen de bouwwerkzaamheden hun einde naderden besloot men de nieuwe lijn op 2 september 1961 in gebruik te nemen. Op 13 augustus begonnen de DDR-autoriteiten echter met de bouw van de Berlijnse Muur, een gebeurtenis die lijn G meer dan ooit noodzakelijk maakte. De nieuwe situatie noopte het West-Berlijnse vervoerbedrijf BVG tot het doorvoeren van grote wijzigingen in het stadsnet en er werd alles gedaan om de nieuwe lijn G vroeger te kunnen openstellen. Uiteindelijk konden op 28 augustus 1961 de eerste reizigerstreinen rijden over de 6,2 kilometer lange en 9 stations tellende metrolijn.

### Hausse voor de metrobouw

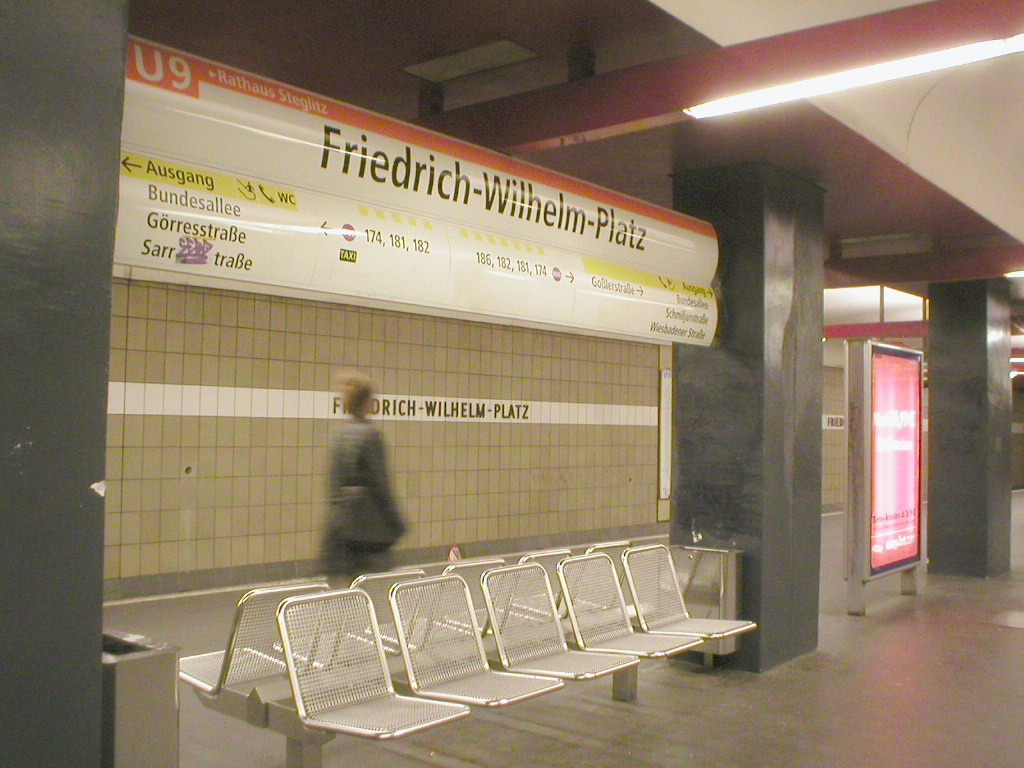
Met de opening van station Friedrich-Wilhelm-Platz werd ook Friedenau ontsloten.

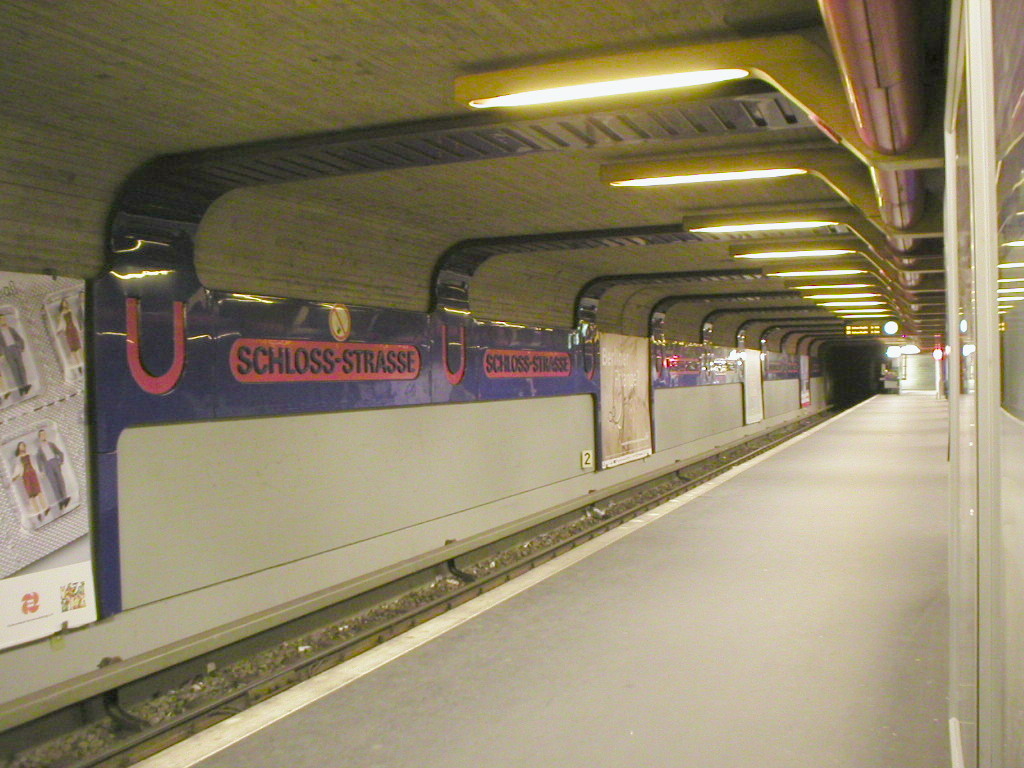
Station Schloßstraße werd vanwege de geplande U10 in twee niveaus aangelegd.

In 1962, een jaar na de opening van lijn G, begonnen de bouwwerkzaamheden aan de eerste zuidelijke verlenging van de lijn. Het geheel onder de Bundesallee verlopende traject tot de Walther-Schreiber-Platz telt 5 stations en heeft een lengte van 3,5 kilometer. De metrobouw werd aangegrepen om meteen twee autotunnels in de Bundesallee aan te leggen. Na een bouwtijd van negen jaar kwam de verlenging van de inmiddels met het nummer 9 aangeduide lijn op 29 januari 1971 in gebruik. Hierdoor kregen de stadsdelen Friedenau en Steglitz voor het eerst een aansluiting op het metronet.
Dat de metrobouw in West-Berlijn dankzij de vele subsidies van de bondsregering een ware bloei kende, blijkt wel uit het feit dat op dezelfde dag ook lijn 7 met zes stations werd uitgebreid. Onder de kruising van de Berliner Straße en de Bundesallee ontmoeten beide nieuwbouwtrajecten elkaar. Hier werd een geheel nieuw overstapstation met de naam Berliner Straße gebouwd.
Al in 1969 werd begonnen aan de tweede fase van de zuidelijke verlenging, die lijn 9 tot in het centrum van Steglitz zou voeren. Tussen de stations Schloßstraße en Rathaus Steglitz zou ook de later aan de te leggen lijn 10 verlopen. Vooruitlopend hierop werd de tunnel direct viersporig uitgevoerd. Aangezien de Schloßstraße ter plaatse niet bijzonder breed is, werd ervoor gekozen de sporen aan te leggen op twee niveaus, die niet per lijn, maar per rijrichting ingedeeld zouden worden: treinen van beide lijnen in noordelijke richting boven, in de zuidelijke richting beneden. Vanwege het dubbel aangelegde spoor vielen de kosten van de verlenging van lijn 9 met 78.125.000 mark bijzonder hoog uit. De U10 zou er echter nooit komen en het geprojecteerde tracé van de wel nog geplande lijn is inmiddels gewijzigd, zodat hij Steglitz niet zal aandoen.
Op 30 september 1974 werd het 1,2 kilometer lange nieuwe traject geopend. In station Schloßstraße werden beide niveaus daadwerkelijk in gebruik genomen, zij het elk met slechts één spoor. In het eindpunt Rathaus Steglitz worden beide sporen echter naar het onderste, oorspronkelijk eigenlijk voor de U10 bedoelde niveau geleid. Het in ruwbouw voltooide niveau -1 bleef ongebruikt.

### Voltooiing
Ook aan het noordelijke uiteinde van de lijn werd ondertussen weer gebouwd. Eigenlijk wilde men lijn 9 verlengen naar Pankow, maar aangezien dit stadsdeel aan de oostzijde van de Muur lag, besloot men het tracé aan de kruising Osloer Straße/Schwedenstraße te laten eindigen. Op een later tijdstip zou ook de U8 het nieuwe eindpunt Osloer Straße bereiken, zodat men het station meteen in twee niveaus bouwde. Op 30 april 1976 kwam het 1,5 kilometer lange traject Leopoldplatz - Osloer Straße, met een tussenstation onder de Nauener Platz, in gebruik. Een jaar later kon Osloer Straße met de verlenging van de U8 als overstapstation gaan functioneren.

### Lijnkleur en nummering
Sinds de eerste plannen voor de U9 werd de lijn aangeduid met de kleur oranje die hij nog altijd draagt. Bij opening kreeg de lijn volgens het gebruikelijke lettersysteem de aanduiding G. In 1966 werd echter overgeschakeld op een nummeringssysteem met cijfers, waarbij de lijn het nummer 9 toegewezen kreeg. Toen het stadsvervoerbedrijf BVG in 1984 het westelijke deel van het S-Bahnnet overnam van de Oost-Duitse spoorwegen, werd aan de nummers van de metrolijnen een U toegevoegd, om deze te onderscheiden van de met S beginnende S-Bahnlijnnummers.

## Stations

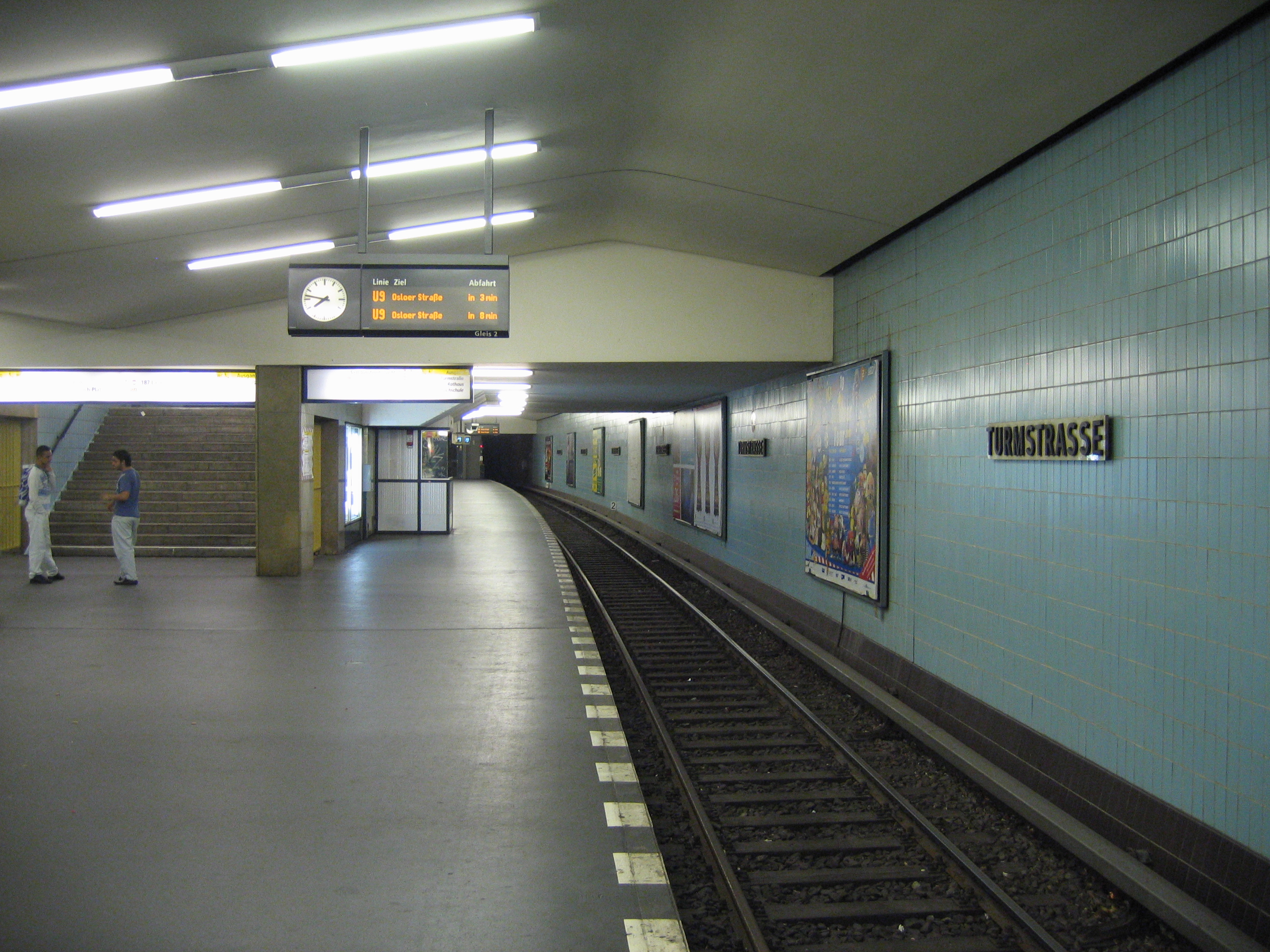
Station Turmstraße is een mooi voorbeeld van de stijl van Bruno Grimmek.

De achttien stations van de U9 liggen alle ondergronds. Op zes stations kan op andere metrolijnen worden overgestapt, aansluiting op de S-Bahn bestaat op vier metrostations en in station Zoologischer Garten bestaat bovendien een overstapmogelijkheid op de regionale spoorwegen. De gemiddelde afstand tussen twee stations bedraagt 737 meter; de grootste stationsafstand is met 1442 meter die tussen Hansaplatz en Zoologischer Garten, het dichtst bij elkaar liggen de stations Zoologischer Garten en Kurfürstendamm (441 meter).
De stations van het oudste deel van de lijn werden alle ontworpen door Bruno Grimmek. Grimmek koos voor hetzelfde standaardontwerp (met enige variatie) dat hij eerder voor de stations van het noordelijke deel van de U6 had ontwikkeld. Deze stations zijn herkenbaar aan hun karakteristieke vlinderdakconstructie: een omgekeerd, licht welvend zadeldak met een extra knik boven de sporen. De "nok" in het midden van het perron wordt ondersteund door brede, zeshoekige zuilen, die veelal een bekleding kregen van kleine glazen mozaïektegeltjes. De zeer gelijkende standaardstations onderscheiden zich door hun kleurstelling. Grimmek koos, in navolging van Alfred Grenander, de architect van de beginperiode van de Berlijnse metro, voor een viertal "kenkleuren" die in een zich herhalende volgorde aan de stations werden toegewezen: lichtblauw, wit, geel, lichtgroen. Een aantal van de oudste stations van de lijn onderging later een renovatie waarbij de karakteristieke pastelkleuren moesten wijken voor een nieuw ontwerp. Zo wordt station Zoologischer Garten tegenwoordig gesierd door afbeeldingen van diverse dieren, richtte men Westhafen in als station van de mensenrechten en kreeg station Amrumer Straße een futuristische bekleding van turquoisekleurige glasplaten. In het goed bewaarde station Hansaplatz vindt men daarentegen nog de oorspronkelijke stationsborden en zitbanken in jaren-50-stijl. Het is dan ook het enige station van de U9 dat, als onderdeel van het Interbau-ensemble, monumentbescherming geniet.
Rainer Rümmler, die aan het einde van de jaren 1960 het stokje van Grimmek overnam, creëerde voor de verlengingen van de U9 een reeks stations met een individueel ontwerp. De architect liet zich onder andere inspireren door de namen van de stations: de kleuren uit het wapen van de stad Nauen sieren station Nauener Platz, terwijl het eindpunt Osloer Straße wordt gedomineerd door de Noorse vlag. In station Walther-Schreiber-Platz valt vooral het dak op. De uit elkaar in de lengte van het station opvolgende tongewelfjes bestaande constructie (Kappendecke) is karakteristiek voor de Berlijnse metrostations uit het begin van de 20e eeuw, die met name op lijn U2 te vinden zijn. Onder de Bundesallee bevinden zich twee stations van de hand van Rümmler die zich niet zozeer door hun artistieke aankleding, als wel door hun ligging en indeling onderscheiden. Twee tegelijkertijd met de metrolijn aangelegde autotunnels maakten het namelijk noodzakelijk de metrolijn plaatselijk te splitsen. De stations Berliner Straße en Bundesplatz hebben dan ook elk twee perrons aan weerszijden van de autotunnel.
Station Schloßstraße, met twee boven elkaar gelegen perrons, werd als enige op de U9 ontworpen door een particulier architectenbureau: Schüler-Witte. In dit metrostation domineren kaalgelaten beton en rood-blauwe kunststofelementen.

## Dienstuitvoering
Gedurende het grootste deel van dag, ook op zondag, wordt er op de U9 een vijfminutendienst onderhouden. In de nacht van vrijdag op zaterdag en van zaterdag op zondag rijdt er van 0:30 tot 4:30 elke 15 minuten een trein op de lijn. In de overige nachten rijdt de vervangende metronachtbus N9, die in het Hansaviertel een iets van de metrolijn afwijkende route heeft. De U9 was in 1990 overigens een van de twee eerste lijnen van de Berlijnse metro (samen met de U12) waarop een dergelijke nachtdienst werd ingesteld.
| Traject                          | Treinopvolging | Treinopvolging  | Treinopvolging    |
| Traject                          | Spits          | Overdag (ma-za) | Avonden en zondag |
| -------------------------------- | -------------- | --------------- | ----------------- |
| Osloer Straße ↔ Rathaus Steglitz | 4 minuten      | 5 minuten       | 10 minuten        |

Met een commerciële snelheid van 32,7 km/u is de U9 iets sneller dan het gemiddelde over het gehele net (31,1 km/u).

## Toekomst
Al jaren behoort een zuidelijke verlenging van de U9 naar Lankwitz tot de plannen. In de bestemmingsplannen is ruimte voor de metrolijn gereserveerd, maar zoals bij alle metroplannen in Berlijn is realisering voorlopig onwaarschijnlijk vanwege de slechte financiële situatie van de stad. In het prioriteitenplan voor het stadsvervoer tot 2030 is deze netuitbreiding dan ook niet opgenomen. In het noorden geldt de U9 als voltooid. In plaats van een eerder geplande verlenging van de metrolijn naar het centrum Pankow zal hier een tramlijn worden aangelegd, die overigens wel in het prioriteitenplan is opgenomen.
Aan de modernisering van bestaande stations wordt ondertussen wel gewerkt, met name als het gaat om de inbouw van liften. In 2006 waren 7 van de 18 stations van de U9 (39%) uitgerust met een lift. In de komende jaren zullen in elk geval de stations Turmstraße en Leopoldplatz van een lift voorzien worden.

## Kaart

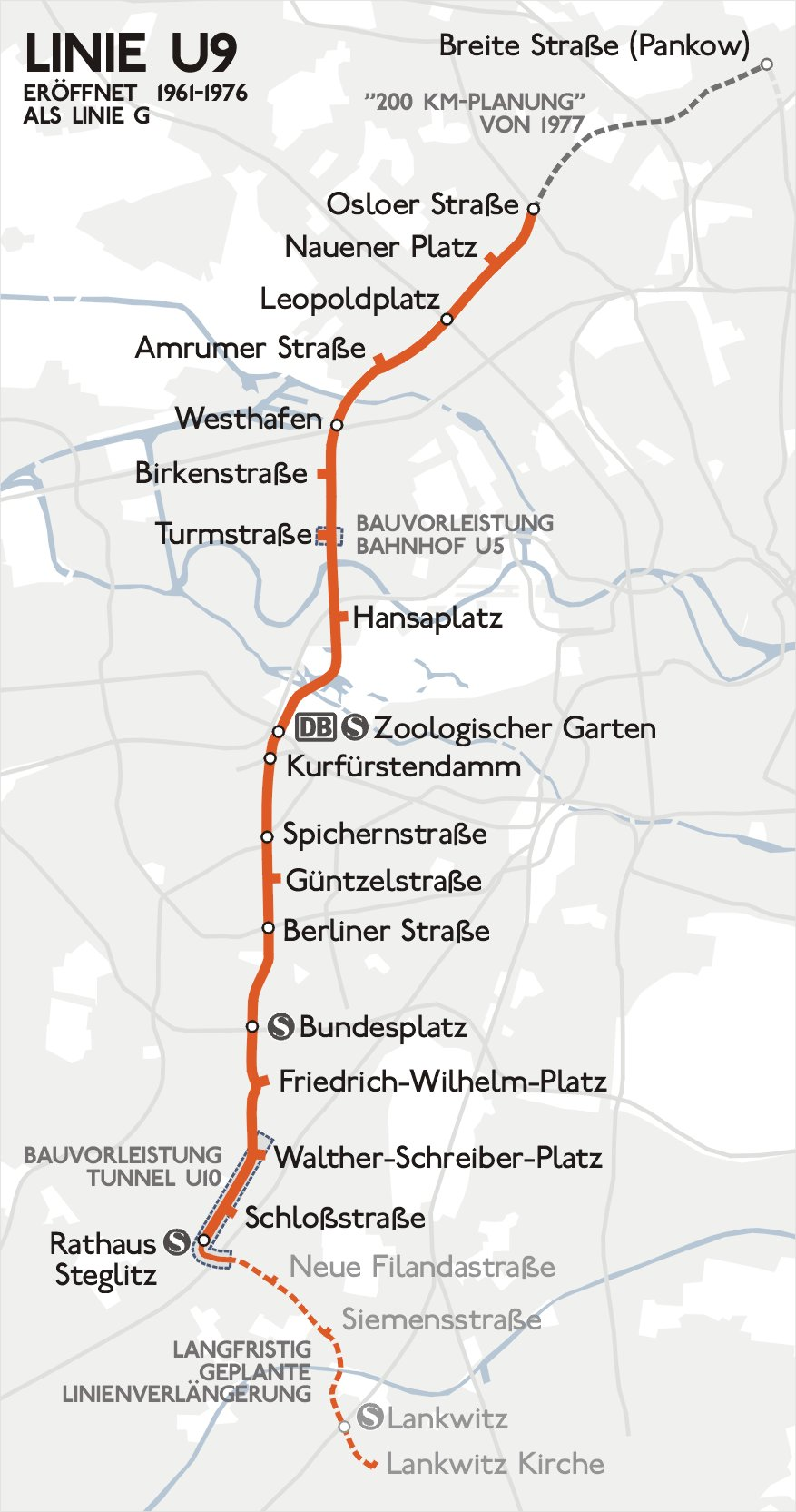
Tracé van de U9